# Ramón Souza
Ramón Souza Duarte (Artigas, Uruguay, 2 de abril de 1948 - 25 de marzo de 2021) fue un futbolista uruguayo. Jugaba de portero.

## Trayectoria
Inicio su carrera como futbolista en el Nacional de Uruguay. Posteriormente jugó en el Deportivo Galicia de Venezuela. En 1970 llegó al fútbol ecuatoriano a jugar en Emelec tras la marcha de su compatriota Eduardo García, en donde fue subcampeón del campeonato ecuatoriano. Luego se fue prestado a Liga de Portoviejo aunque dos años más tarde regreso a Emelec.
En 1978 fue contratado por el Técnico Universitario. Precisamente en el rodillo rojo fue donde vivió su mejor momento. Obtuvo dos subcampeonatos del campeonato ecuatoriano en 1978 y 1980 además de lograr clasificar a la Copa Libertadores en dos ocasiones que fueron en 1979 y 1981.

## Fallecimiento
El 10 de febrero de 2021 fue internado en un hospital en su natal Artigas, tras sufrir un paro cardiaco y permaneció allí en cuidados intensivos. Pero debido a las complicaciones de su salud falleció en 25 de marzo del mismo año a los 72 años de edad.

## Clubes
| Club                  | País      | Año         |
| --------------------- | --------- | ----------- |
| Nacional              | Uruguay   | 1968 - 1969 |
| Deportivo Galicia     | Venezuela | 1970        |
| Emelec                | Ecuador   | 1970 - 1971 |
| Liga de Portoviejo    | Ecuador   | 1972        |
| Emelec                | Ecuador   | 1973 - 1977 |
| Técnico Universitario | Ecuador   | 1978 - 1981 |

## Palmarés

### Campeonatos nacionales
| Título                              | Club   | País    | Año  |
| ----------------------------------- | ------ | ------- | ---- |
| Subcampeón de la Serie A de Ecuador | Emelec | Ecuador | 1970 |
| Técnico Universitario               | 1978   |         |      |
| 1980                                |        |         |      |